# Уолли, Колин
Колин Джеймс Кэмпбелл Уолли (англ. Colin James Campbell Whalley, 8 марта 1941, Ирби, Чешир, Англия, Великобритания) — английский и британский крикетист и хоккеист (хоккей на траве), нападающий.

## Биография
Колин Уолли родился 8 марта 1941 года в британской деревне Ирби в Англии.
Играл в хоккей на траве за «Фромби» и «Хайтаун». Провёл 153 матча за сборную Ланкашира, 49 матчей за сборную Англии.
В 1968 году вошёл в состав сборной Великобритании по хоккею на траве на Олимпийских играх в Мехико, занявшей 12-е место. Играл на позиции нападающего, провёл 6 матчей, забил 2 мяча (по одному в ворота сборных Аргентины и Малайзии).
В 1962—1965 годах играл в крикет за Чешир в чемпионате малых графств.
В 1986 году был менеджером сборной Англии на чемпионате мира в Лондоне, где англичане завоевали серебряные медали.